# Bednárec
Bednárec település Csehországban, a Jindřichův Hradec-i járásban. Bednárec Nová Olešná, Jarošov nad Nežárkou, Blažejov, Bednáreček, Strmilov és Kamenný Malíkov településekkel határos. Lakosainak száma 122 fő (2024. január 1.).

## Népesség
A település lakosságának változását az alábbi diagram mutatja:
| Lakosok száma | 376  | 383  | 332  | 239  | 142  | 103  | 115  | 116  | 116  | 122  |
|               | 1869 | 1900 | 1921 | 1961 | 1980 | 2011 | 2016 | 2019 | 2021 | 2024 |